# Courier (Euston)
Courier war eine britische Automobilmarke, die 1906–1908 von der Euston Motor Co. in London hergestellt wurde. Die meisten Teile stammten aus französischer Produktion, die Wagen wurden aber in London montiert. Es gab fünf verschiedene Modelle, jedoch sind nur von dreien genauere Daten bekannt.
Der Courier 15 hp besaß einen Reihenvierzylindermotor mit 2,1 l Hubraum und hatte einen Radstand von 2.438 mm.
Etwas größer war der Courier 14 hp mit 2,5 l Hubraum und einem Radstand von 2.743 mm.
Spitzenmodell war der Courier 25 hp. Er besaß den gleichen Radstand wie der 14 hp, hatte aber einen Sechszylinder-Reihenmotor mit 3,2 l Hubraum.
Nach drei Jahren war die Marke wieder vom Markt verschwunden.

## Modelle
| Modell | Bauzeitraum | Zylinder | Hubraum  | Radstand |
| ------ | ----------- | -------- | -------- | -------- |
| 15 hp  | 1906–1908   | 4 Reihe  | 2134 cm³ | 2438 mm  |
| 14 hp  | 1906–1908   | 4 Reihe  | 2497 cm³ | 2743 mm  |
| 25 hp  | 1906–1908   | 6 Reihe  | 3201 cm³ | 2743 mm  |

## Quelle
- David Culshaw, Peter Horrobin: The Complete Catalogue of British Cars. 1895–1975. New edition, reprint. Veloce Publishing plc., Dorchester 1999, ISBN 1-874105-93-6.